# Geoffrey H. Parke-Taylor
Pour les articles homonymes, voir Parke et Taylor.
Geoffrey Howard Parke-Taylor (1920 - 11 mai 2009) est un professeur canadien dans les domaines de l'Ancien Testament et de l'hébreu au Wycliffe College, au Anglican Theological College et au Huron University College,. Il a également été doyen de la faculté de théologie du Huron University College.

## Prix
- En 2001, Parke-Taylor remporte le prix Scott avec son livre The Formation of the Book of Jeremiah: Doublets and Recurring Phrases[6],[7], dans lequel il identifie les cas où le même prophète a écrit le livre[8],[9].
- Docteur honoris causa au Trinity College et à l'université Huron[10].